# Bulbophyllum lizae
Bulbophyllum lizae är en orkidéart som beskrevs av Jaap J. Vermeulen. Bulbophyllum lizae ingår i släktet Bulbophyllum och familjen orkidéer.
Artens utbredningsområde är São Tomé. Inga underarter finns listade i Catalogue of Life.